# Tellico Plains (Tennessee)
Tellico Plains es un pueblo ubicado en el condado de Monroe en el estado estadounidense de Tennessee. En el Censo de 2010 tenía una población de 880 habitantes y una densidad poblacional de 175,05 personas por km².

## Geografía
Tellico Plains se encuentra ubicado en las coordenadas 35°21′57″N 84°17′51″O / 35.36583, -84.29750. Según la Oficina del Censo de los Estados Unidos, Tellico Plains tiene una superficie total de 5.03 km², de la cual 5.03 km² corresponden a tierra firme y (0%) 0 km² es agua.

## Demografía
Según el censo de 2010, había 880 personas residiendo en Tellico Plains. La densidad de población era de 175,05 hab./km². De los 880 habitantes, Tellico Plains estaba compuesto por el 97.16% blancos, el 0.11% eran afroamericanos, el 0.8% eran amerindios, el 0.11% eran asiáticos, el 0.11% eran isleños del Pacífico, el 0.23% eran de otras razas y el 1.48% pertenecían a dos o más razas. Del total de la población el 1.02% eran hispanos o latinos de cualquier raza.